# Cyanomitra oritis
Cyanomitra oritis là một loài chim trong họ Nectariniidae.